# Railjet
Il Railjet è un treno delle Österreichische Bundesbahnen (ÖBB). Il treno venne introdotto in Austria col cambio d'orario 2008/2009. Può viaggiare ad una velocità massima di 230 km/h. I Railjet collegano località in Austria, Repubblica Ceca, Germania, Svizzera, Italia, Ungheria e Slovacchia. Al 31 dicembre 2021 ne circolano 60 delle ÖBB e 7 delle ferrovie ceche. Originariamente le ÖBB ne avevano 51 al 2014, che sono diventati 60 nel Dicembre 2016 a seguito di un ulteriore ordine. Le ferrovie ceche (České dráhy) hanno comprato 7 treni Railjet con l'opzione per arrivare a 15. Le ferrovie ceche li usano attualmente sulla linea Praga - Brno - Vienna, ma con l'acquisto degli altri 8 verranno impiegati anche sulla linea Praga - Olomouc - Ostrava - Žilina (Slovacchia). I Railjet di České dráhy hanno la tipica livrea blu dei treni cechi (design Najbrt). I treni sono disponibili completamente dal 14 dicembre 2014, anche se alcuni erano sulla linea già da giugno.

## Storia
Nel dicembre 2008 il treno divenne operativo sulla linea Budapest – Vienna – Monaco. Nel dicembre dell'anno seguente, il suo impiego fu esteso anche alla Budapest - Vienna – Salisburgo – Zurigo.

### In Italia
Nell'ambito della cooperazione tra Deutsche Bahn (DB) e le ÖBB sulla direttrice del Brennero (DB-ÖBB EuroCity) era previsto che il Railjet fosse impiegato anche in Italia a partire dal 2012 sostituendo le composizioni di materiale ordinario. Nel maggio del 2009 un treno Railjet fu inviato alla stazione di Bolzano per mostrarlo alle autorità locali alto-atesine. Problemi economici delle Ferrovie Federali Austriache hanno di fatto precluso questa possibilità: nel corso del 2010, l'amministratore delegato delle ÖBB, con un comunicato stampa, ha dichiarato di aver cancellato il contratto di fornitura con la Siemens per gli ultimi sedici convogli. 
Nel 2014 la ÖBB ha ordinato 9 nuove composizioni, utilizzate anche per due coppie di relazioni diurne Vienna-Venezia a partire dal Dicembre 2017. Le due coppie di treni effettuano le seguenti fermate :
- Venezia - Treviso - Pordenone - Udine - Tarvisio - Villach - Velden Wörthersee - Pörtschach Wörthersee - Klagenfurt - St. Veit A.D. Glan - Treibach - Friesach - Unzmarkt - Judenburg- Knittefeld - Leoben - Bruck A.D. Mur - Wiener Neustadt - Vienna

A partire dal cambio orario della primavera del 2024, gli attuali Eurocity impegnati sulla direttrice del Brennero sono sostituiti dal Railjet.
- Ancona Centrale - Salisburgo Centrale (Salzburg Hbf), Vienna Centrale (Wien Hbf) - Monaco di Baviera Centrale (München Hbf)[5].

- Ancona Centrale - Monaco di Baviera Centrale (München Hbf)[6].

Nell'aprile del 2025 oltre alle corse già presenti Railjet 82, Railjet 86, Railjet 88, sul percorso Bologna Centrale - Verona - Monaco di Baviera Centrale il treno Railjet 82 viene esteso con partenza ad Ancona Centrale, mentre i restanti rimangono originati a Bologna Centrale. Simmetricamente il Railjet 83 che prima terminava a Bologna Centrale (con Railjet 87 e Railjet 89) ora termina ad Ancona Centrale. In questo periodo rimangono invariati i treni nella direttrice Venezia Santa Lucia - Verona - Monaco di Baviera Centrale(Railjet 80 e Railjet 84) e i simmetrici in direzione opposta (Railjet 81 e Railjet 85) i quali assieme ai primi offrono un servizio di collegamento con cinque coppie di treni dalla stazione di Verona Porta Nuova tutti con destinazione Monaco di Baviera Centrale

## Caratteristiche

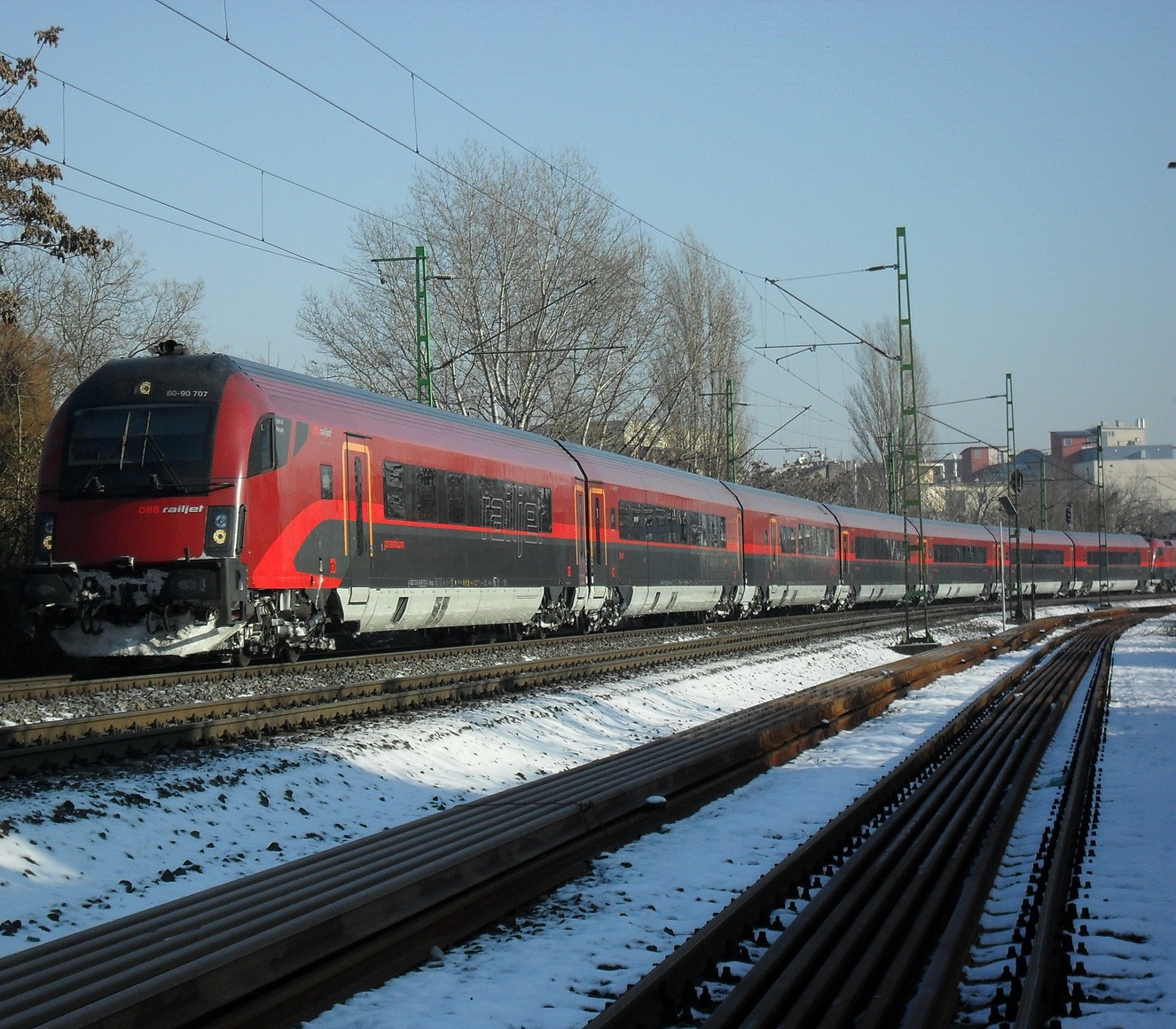
Convoglio completo. Da sinistra: carrozza semipilota, 6 carrozze passeggeri, locomotiva Taurus

A differenza di altre ferrovie, ÖBB ha optato per un convoglio composto da materiale ordinario di tipo navetta, invece degli oggi più diffusi treni a trazione distribuita. Il treno Railjet è composto da sette carrozze a composizione fissa, con intercomunicanti a tenuta stagna. La connessione con la locomotiva è però dello stesso tipo degli altri treni, il che permette al treno di essere accoppiato anche con i tradizionali locomotori. Anche per questo, non é raro, soprattutto in Austria, vedere dei Railjet accoppiati a locomotive in livrea non Railjet.
ÖBB ha scelto tra la sua flotta di assegnare al traino dei Railjet le locomotive Siemens ES 64 U2 per le tratte nazionali e le Siemens ES 64 U4 per le tratte internazionali (es. Praga o Venezia). L'ultima carrozza del convoglio, all'estremità opposta rispetto alla locomotiva, è una semipilota, che permette al macchinista di telecomandare la locomotiva, come in molti treni per il trasporto locale.
Il Railjet fornisce un compromesso flessibile tra i treni rimorchiati e i treni convenzionali ad alta velocità, particolarmente adatto allo sviluppo delle ferrovie austriache, che dispongono già di un vasto parco operante di locomotive Taurus. La sua composizione può subire variazione, e due convogli sono accoppiabili tra loro con una composizione (inusuale per i treni ad alta velocità) che prevede che una locomotiva si trovi ad un estremo del treno e l'altra a metà. 
I Railjet offrono posti sia di prima che di seconda classe. A partire dal 2011 le composizioni delle ÖBB sono munite di un compartimento ristorante (capace di offrire 16 posti a sedere) in luogo di quello "bistrò".